# Paul Naghdi
Paul Mansour Naghdi (Teerã, 29 de março de 1924 — Berkeley, 9 de julho de 1994) foi um professor de engenharia mecânica na Universidade de Berkeley.

## Contribuição
O trabalho de Naghdi em mecânica contínua se estendeu por um período de mais de quarenta anos e abrangeu quase todos os aspectos do comportamento mecânico de sólidos e fluidos. Um teórico consumado, ele foi mais fortemente atraído por questões fundamentais da mecânica, e sempre procurou tratá-las no mais alto nível de generalidade. Seu trabalho é marcado por uma penetrante intuição física combinada com uma linha de pensamento metódica e matemática. Ele é mais conhecido por suas pesquisas nas áreas de teoria de casca e plasticidade, mas também é reconhecido por suas contribuições para a elasticidade linear e não linear, viscoelasticidade, a teoria das hastes deformáveis, as teorias de folhas e jatos fluidos, termomecânica, teoria da mistura, e mecânica geral contínua.
O interesse de Naghdi por placas e cascas elásticas datava de seus dias de estudante de graduação na Universidade de Michigan, onde assistiu a palestras de verão em 1949 sobre placas elásticas de Stephen Timoshenko. Trabalhando ao longo de linhas clássicas, Naghdi posteriormente desenvolveu um tratamento sistemático de conchas e placas elásticas que sofrem pequenas deformações, que foi publicado em 1963.
Durante a década de 1950, o renascimento moderno na mecânica do contínuo estava ganhando impulso. Começou na década de 1940 como um interesse por materiais elásticos não lineares e fluidos não newtonianos, mas rapidamente se espalhou para envolver uma gama muito mais ampla de comportamento de materiais. Naghdi abraçou os desenvolvimentos teóricos emergentes e começou a considerar sob uma nova luz a mecânica que aprendera com autores clássicos como Love, Lame e Whittaker. No que diz respeito à teoria das conchas, ele logo percebeu que um ponto de vista completamente novo poderia ser adotado, o que levaria a um esclarecimento essencial do assunto. Esta é a teoria da superfície de Cosserat (em homenagem aos elásticos franceses Eugene e François Cosserat do início do século XX) Basicamente, a superfície de Cosserat é um modelo matemático que idealiza uma estrutura semelhante a uma concha como uma superfície curva sobre a qual campos vetoriais independentes adicionais são definidos. Naghdi conseguiu mostrar que a inércia, o momento e o momento angular podiam ser atribuídos aos campos adicionais de forma que um conjunto de equações dinâmicas gerais para as deformações das cascas pudesse ser obtido. Ele foi convidado a escrever o artigo sobre conchas e placas no Handbuch der Physik. Isso apareceu em 1972 (no Vol. VIa / 2 do Handbuch) e é universalmente reconhecido como o tratamento definitivo do assunto.
A superfície de Cosserat não se limita a modelar apenas corpos sólidos. Como Naghdi percebeu no final dos anos 1970, as lâminas de água admitem o mesmo tratamento cinemático que as conchas sólidas, mas diferem em relação às propriedades constitutivas. Naghdi e seus co-autores desenvolveram uma elegante teoria de superfícies fluidas e aplicaram-na com sucesso a uma ampla variedade de problemas, incluindo ondas em um fluxo de profundidade variável, fluxo de obstáculos e barcos em lagos. Em 1984, R. Cengiz Ertekin, aluno de doutorado de John V. Wehausen e Paul Naghdi, chamou essas equações de equações de Green-Naghdi.
O segundo grande foco que atraiu Naghdi desde o início de sua carreira até o fim é o comportamento dos materiais elástico-plásticos. Em meados da década de 1950, uma teoria de plasticidade razoavelmente satisfatória foi desenvolvida para materiais submetidos a pequenas deformações. Naghdi e seus colegas realizaram uma série de estudos experimentais e também contribuíram com vários artigos analíticos sobre plasticidade infinitesimal. O artigo de revisão de Naghdi de 1960 apresentou um tratamento abrangente da teoria da plasticidade infinitesimal e ainda é amplamente citado. No início da década de 1960, Naghdi se propôs a estender a teoria da plasticidade para abranger materiais elástico-plásticos em deformações finitas. Este foi um desafio formidável, uma vez que quase todos os aspectos da teoria infinitesimal tiveram que ser mudados para acomodar grandes deformações. Seu papel de plasticidade de 1965 com seu amigo e colaborador de longa data Albert Edward Green é o primeiro tratamento sistemático de materiais elástico-plásticos submetidos a grandes deformações. Nas duas décadas seguintes, Naghdi continuou a trabalhar em aspectos importantes da plasticidade e, em 1990, trinta anos após a publicação de seu artigo de revisão sobre a plasticidade infinitesimal, ele ofereceu um relato crítico ainda mais refinado da teoria moderna.

## Algumas condecorações
- Medalha Timoshenko, em 1980
- Membro da Academia Nacional de Engenharia dos Estados Unidos, 1984
- Dr. h.c., Universidade Nacional da Irlanda, 1987
- Dr. h.c., Universidade Católica de Louvain, 1992

## Obras
- Foundations of elastic shell theory, in Ian Sneddon, Rodney Hill (Ed.) Progress in solid mechanics, Volume 4, 1963, North Holland, p. 1-90
- The theory of shells and plates, in Clifford Truesdell (Ed.) Mechanics of Solids II, Handbuch der Physik (Ed. Siegfried Flügge), Vol. VIa/2, Springer Verlag 1972, p. 425-640